# سقوط آب مرده
سقوط آب مرده یا سقوط مانداب (انگلیسی: Deadwater Fell) مینی‌سریال تلویزیونی درام محصول کانال ۴ انگلیس است که توسط دیزی کولام ساخته شده است. دیوید تننت در این مجموعه به عنوان یک پزشک که همسر و سه فرزند خردسالش در آتش‌سوزی کشته می‌شوند را ایفا کرده است. این فیلم ۱۰ ژانویه ۲۰۲۰ در کانال ۴ پخش شد.